# Doleschalla consobrina
Doleschalla consobrina là một loài ruồi trong họ Tachinidae.